# タイリア・フラワーズ
タイリア・フラワーズ（Tairia Flowers, 1981年1月9日 - ）は、アメリカ合衆国アリゾナ州ツーソン出身の女子ソフトボール選手（内野手・ユーティリティ）。右投右打。
カリフォルニア大学ロサンゼルス校（UCLAブルーインズ）時代には全米大学体育協会主催のNCAAディビジョンIに出場。
2004年のアテネオリンピックのアメリカ代表として出場し、金メダルを獲得した。2007年のワールドカップ・オブ・ソフトボール代表にも選ばれており、大会記録の12打点を記録した。
北京オリンピックの決勝で敗退した後、ホームベースにスパイクを残し、ケリー・クレッチマンと共に引退を表明した。